# Bruno Söderström
Vilhelm Bruno Söderström (ur. 28 października 1881 w Sztokholmie, zm. 1 stycznia 1969 tamże) – szwedzki lekkoatleta, uczestnik letnich igrzysk olimpijskich w Londynie (1908), brązowy medalista olimpijski w skoku o tyczce.
Młodszy brat lekkoatlety Gustafa Söderströma, olimpijczyka z Paryża (1900).

## Sukcesy sportowe
- czterokrotny mistrz Szwecji w skoku o tyczce – 1902, 1904, 1906, 1907
- czterokrotny rekordzista Szwecji w skoku o tyczce[2].

| Rok  | Miasto | Zawody               | Konkurencja                             | Wynik                                  |
| ---- | ------ | -------------------- | --------------------------------------- | -------------------------------------- |
| 1906 | Ateny  | Letnia olimpiada     | skok o tyczce rzut oszczepem skok wzwyż | srebrny medal brązowy medal 6. miejsce |
| 1908 | Londyn | Igrzyska olimpijskie | skok o tyczce                           | brązowy medal                          |

## Rekordy życiowe
- skok wzwyż – 1,73 (1904)
- skok o tyczce – 3,60 (1908)
- rzut oszczepem – 45,00 (1906)